# Hauser Emma
Hauser Emma, férjezett Rónai Mihályné (Dunaföldvár, 1886. június 11. – Budapest, Terézváros, 1945. január 10.) orvos, Rónai Mihály író, állatorvos felesége és Rónai Mihály András író, költő, műfordító anyja.

## Élete
Hauser József kereskedő és Baumgarten Ilona lánya. Tanulmányait a Budapesti Tudományegyetem orvosi karán végezte. Miután 1909-ben megszerezte oklevelét, a Ferenc József Kereskedelmi Kórház betegsegélyző pénztár (1927-tól MABI) orvosnője lett. 1913-ban több magyar orvosnővel sürgönyben kérte a Munkapárt választójogi bizottságának vezetőjét, hogy a női választójogról gondoskodjon. Az első világháború idején az egyik hadikórházban működött. 1918–1920-ban az Erzsébet Szegénykórház, majd a MABI orvosa, 1931-től főorvosa volt és közben Angyalföldön iskolaorvosként dolgozott és egészségtant tanított. Számos írásában a nők egészségnevelését, az egészségügyi és szociális ellátását szorgalmazta, illetve felvilágosító előadásokat tartott munkaakadémiákon. 1945. január 10-én férjével és kisebbik fiával együtt a nyilasok a Liszt Ferenc téren megölték.
Férje Rónai Mihály (1879–1945) volt, akihez 1911. június 5-én Budapesten, a Józsefvárosban ment nőül.
A Kozma utcai izraelita temető mártírparcellájában nyugszik a férjével közös sírban (A-1-14).